# یاکومینا فان دن برخ
یاکومینا فان دن برخ (انگلیسی: Jacomina van den Berg; ۲۸ دسامبر ۱۹۰۹ – ۱۴ نوامبر ۱۹۹۶) ژیمناست هنری اهل هلند بود.